# 贵州实蕨
贵州实蕨（学名：Bolbitis christensenii）为实蕨科实蕨属下的一个种。

## 扩展阅读
- 維基物種上的相關：贵州实蕨